# Kazakhstan năm 2023
Dưới đây là các sự kiện diễn ra trong năm 2023 tại Kazakhstan.

## Đương nhiệm
| Ảnh                   | Vị trí                               | Tên                   |
| --------------------- | ------------------------------------ | --------------------- |
|                       | Chủ tịch Hội đồng An ninh Kazakhstan | Kassym-Jomart Tokayev |
| Tổng thống Kazakhstan |                                      | Kassym-Jomart Tokayev |
|                       | Thủ tướng Kazakhstan                 | Älihan Smaiylov       |

## Sự kiện

### Đang diễn ra
- Đại dịch COVID-19 tại Kazakhstan

### Tháng 10
- 28 tháng 10: Ít nhất 46 người thiệt mạng trong vụ nổ khí methan xảy ra tại mỏ Kostenko, tỉnh Karaganda.[1]

### Tháng 11
- 30 tháng 11: Ít nhất 13 người thiệt mạng trong một vụ hỏa hoạn xảy ra rạng sáng ở thành phố Almaty.[2]